# 千本中
千本中（せんぼんなか）は、大阪府大阪市西成区にある町名。現行行政地名は千本中一丁目および千本中二丁目。

## 地理
西成区の南部に位置し、東に岸里、西に南津守、南に千本南、北に千本北と接している。

## 世帯数と人口
2019年（令和元年）9月30日現在の世帯数と人口は以下の通りである。
| 丁目         | 世帯数    | 人口    |
| ------------ | --------- | ------- |
| 千本中一丁目 | 1,074世帯 | 1,715人 |
| 千本中二丁目 | 952世帯   | 1,734人 |
| 計           | 2,026世帯 | 3,449人 |

### 人口の変遷
国勢調査による人口の推移。
| 1995年（平成7年）  | 5,138人 | [ 5 ] |  |
| 2000年（平成12年） | 4,454人 | [ 6 ] |  |
| 2005年（平成17年） | 4,215人 | [ 7 ] |  |
| 2010年（平成22年） | 3,802人 | [ 8 ] |  |
| 2015年（平成27年） | 3,594人 | [ 9 ] |  |

### 世帯数の変遷
国勢調査による世帯数の推移。
| 1995年（平成7年）  | 2,157世帯 | [ 5 ] |  |
| 2000年（平成12年） | 2,067世帯 | [ 6 ] |  |
| 2005年（平成17年） | 2,045世帯 | [ 7 ] |  |
| 2010年（平成22年） | 1,993世帯 | [ 8 ] |  |
| 2015年（平成27年） | 1,876世帯 | [ 9 ] |  |

## 学区
市立小・中学校に通う場合、学区は以下の通りとなる。なお、小学校・中学校入学時に学校選択制度を導入しており、通学区域以外に西成区にある以下の通学区域に隣接する校区にある小学校、西成区内にある中学校から選択することも可能。
| 丁目         | 番       | 小学校             | 中学校             |
| ------------ | -------- | ------------------ | ------------------ |
| 千本中一丁目 | 1～14番  | 大阪市立岸里小学校 | 大阪市立成南中学校 |
| 千本中一丁目 | 15～19番 | 大阪市立千本小学校 | 大阪市立成南中学校 |
| 千本中二丁目 | 全域     | 大阪市立千本小学校 | 大阪市立成南中学校 |

## 事業所
2016年（平成28年）現在の経済センサス調査による事業所数と従業員数は以下の通りである。
| 丁目         | 事業所数  | 従業員数 |
| ------------ | --------- | -------- |
| 千本中一丁目 | 83事業所  | 570人    |
| 千本中二丁目 | 38事業所  | 235人    |
| 計           | 121事業所 | 805人    |

## 交通
- 国道26号

## 施設
- 大阪国税局 西成税務署
- 大阪市立成南中学校
- 大阪市立岸里小学校
- 大阪市立千本小学校

## その他

### 日本郵便
- 〒557-0054[3]（集配局：西成郵便局[13]）